# Heinkel He 111
Хайнкель He 111 — немецкий средний бомбардировщик, один из основных бомбардировщиков люфтваффе (существовали также модификации торпедоносцев и штурмовиков).
Всего было построено более 7600 экз. разных модификаций, что делает этот самолёт вторым по массовости бомбардировщиком Германии во Второй мировой войне.

## История
В начале 1930-х годов немецкий авиаконструктор Эрнст Хейнкель принял решение построить самый быстрый в мире пассажирский самолёт (при этом, такая задача скептически воспринималась как представителями немецкого авиапрома, так и новыми политическими лидерами Германии). Хейнкель доверил проектирование самолёта братьям Гюнтер, новым для своей компании людям.
Сконструированный самолёт превосходил уже существовавший и бывший прямым конкурентом конструкции Хейнкеля Lockheed 9 Orion. Первый экземпляр вскоре ставшего широко известным Heinkel He 70 «Blitz» (нем. «Молния») взлетел в 1932 году и сразу же начал бить рекорды скорости. В своей обычной версии, рассчитанной на четверых пассажиров, он мог развивать скорость до 320 км/ч, хотя и был оборудован единственным двигателем мощностью всего 600 л. с. Эллиптическая форма крыла, уже применявшаяся братьями Гюнтер при разработке собственного спортивного самолёта Bäumer Sausewind до присоединения к фирме Хейнкеля, стала характерной для всех последующих разработок братьев.
Конструкция привлекла внимание люфтваффе, выбиравшей самолёты для доработки их в средние  бомбардировщики.

## Конструкция
He 111, схемы моноплан, был более мощной двухмоторной версией «Блица», унаследовавшей многие черты предшественника, включая сочетание эллиптического крыла с инвертированным крылом типа «чайка», круглый штурвал небольшого размера и двигатели производства BMW.
Из-за расположения двигателей, единственного заметного конструктивного изменения, самолёт получил прозвище «Doppel Blitz» («Двойная молния»).

## Производство
Выпуск He 111, кроме заводов компании в Ростоке (Ernst Heinkel Flugzeugwerke, EHF) и Ораниенбурге (Heinkel-Werke Oranienburg, HWO) в период с марта 1936 по сентябрь 1944 гг осуществлялся по лицензии на предприятиях Norddeutschen Dornier-Werken (NDW) в Висмаре, Arado (ArB) в Бранденбурге-на-Хафеле, Allgemeinen Transportanlagen-Gesellschaft (ATG) в Лейпциге, а также Junkers Flugzeug- und Motorenwerke (JFM).

Количество произведенных He 111 разных модификаций до 30 сентября 1944 г. представлено в таблице.
| Вариант         | EHF     | NDW | HWO   | ArB | ATG | JFM | Всего   |
| --------------- | ------- | --- | ----- | --- | --- | --- | ------- |
| Прототип        | 4       |     |       |     |     |     | 4       |
| A-0             | 10      |     |       |     |     |     | 10      |
| A               | 6       |     |       |     |     |     | 6       |
| B-0             | 7       |     |       |     |     |     | 7       |
| B               | 136     | 283 |       |     |     |     | 419     |
| C               | 12      |     |       |     |     |     | 12      |
| D               | 30      |     |       |     |     |     | 30      |
| E               |         | 80  |       | 50  | 40  | 40  | 210     |
| F               | 45      |     |       |     |     |     | 45      |
| G               | около 8 |     |       |     |     |     | около 8 |
| J               |         |     | 120   |     |     |     | 120     |
| L (переделка)   |         |     |       |     |     |     | (6)     |
| P-1             | 75      | 20  |       |     |     |     | 95      |
| P-2             | 451     | 288 |       |     |     |     | 739     |
| P-4 (переделка) |         |     |       |     |     |     | (156)   |
| H-1             |         |     | 95    | 21  | 20  |     | 136     |
| H-2             |         |     | 180   | 182 | 140 |     | 502     |
| H-3             |         |     | 182   | 196 | 126 |     | 504     |
| H-4             | (117?)  |     |       |     |     |     | 117 ?   |
| H-5             |         |     |       |     |     |     | 560 ?   |
| H-6             |         |     | 1 745 |     |     |     | 1 745   |
| H-6tp           |         |     | 30    |     |     |     | 30      |
| H-11            |         |     | 301   |     |     |     | 301     |
| H-11 TO         |         |     | 200   |     |     |     | 200     |
| H-14            |         |     | 50    |     |     |     | 50      |
| H-16            |         |     | 200   |     |     |     | 200     |
| H-16/R1         |         |     | 900   |     |     |     | 900     |
| H-20            |         |     | 770   |     |     |     | 770     |
| Z               |         |     | (12)  |     |     |     | (12)    |
| Всего           | 780     | 671 | 4773  | 449 | 326 | 40  | 7716    |

Производство всех модификаций по годам (штук):
- 1939—452
- 1940—756
- 1941—950
- 1942—1337
- 1943—1405
- 1944—756

## Модификации
[[Файл:He111 axb01.jpg|right|200px|thumb|{{нет АИ 2|He 111 ВВС Испании, 1975]]
- He 111V1 — прототип бомбардировщика, совершил первый полёт 17 ноября 1934 года.
- He 111V2 — пассажирский вариант (май 1935 года) — в бомбовом отсеке были размещены четыре кресла для курящих, а сзади, в фюзеляже, — ещё шесть кресел. В 1936 году был принят на службу в авиакомпанию Lufthansa наряду с пятью вновь построенными машинами под индексом He 111 C-0.
- He 111V3 — прототип бомбардировщика. Помимо главного бомбового отсека имел маленькие отсеки для бомб в крыльях. Оборонительное вооружение — три пулемёта MG 15. Усиление вооружения вызвало снижение скорости до 275 км/ч.
- He 111A-0 — 10 машин было построено на базе He 111 V3, две из них использовались для лётных испытаний, но мощность двигателей оказалась недостаточной, и все машины были проданы в Китай.
- He 111C-0 — построено шесть предсерийных машин, использовались авиакомпанией Lufthansa.
- He 111B-0 — предсерийный вариант, сходный с He-111 A-0, но с двигателями DB600A.
- He 111B-1 — серийный вариант, аналогичный B-0, но с двигателями DB600C и оборонительным вооружением из трёх 7,9-мм пулемётов MG 15.
- He 111B-2 — вариант, аналогичный B-1, но с двигателями DB600CG и дополнительными подкрыльными радиаторами по обеим сторонам моторных гондол.
- He 111D-0 — Предсерийный вариант с двигателями DB600Ga.
- He 111D-1 — Серийный самолёт, построено несколько экземпляров.
- He 111E-0 — Предсерийный вариант аналогичный B-0, но с двигателями Jumo 211A-1.
- He 111E-1 — Серийный вариант с бомбовой нагрузкой, доведённой до 2 т.
- He 111E-3 — Серийный вариант.
- He 111E-4 — Половина двухтонной бомбовой нагрузки размещена на внешних держателях.
- He 111E-5 — оснащён несколькими внутренними вспомогательными топливными баками.
- He 111F-0 — предсерийный вариант, аналогичный E-5, но с новым крылом более простой конструкции (с прямой, а не изогнутой кромкой) и двигателями Jumo 211A-3.
- He 111F-1 — серийный вариант, партия из 24 машин построена для экспорта в Турцию.
- He 111F-4 — серийный вариант, принят на вооружение люфтваффе.
- He 111G-0 — предсерийный вариант транспортного самолёта с новым крылом, аналогичным установленному на F-0.
- He 111 G-3 — также известен под индексом V14, оснащался радиальными двигателями BMW 132Dc.
- He 111 G-4 — также известен под индексом V16, оснащался двигателями DB600G.
- He 111 G-5 — четыре машины с двигателями DB600Ga, построенные для экспорта в Турцию.
- He 111 J-0 — предсерийный вариант торпедоносца, аналогичен F-4, но с двигателями DB600CG.
- He 111 J-1 — серийный торпедоносец, построено 90 экз., впоследствии переделанных в бомбардировщики.
- He 111 P-0 — предсерийный вариант, оснащённый новым прямым крылом, новым остеклением носовой кабины, двигателями DB601Aa и нижней гондолой для стрелка.
- He 111 P-1 — серийный вариант, вооружённый тремя 7,9-мм пулемётами MG 15.
- He 111 P-2 — радиостанция FuG III заменена на FuG 10.
- He 111 P-3 — учебный самолёт со сдвоенным управлением.
- He 111 P-4 — оснащён дополнительным бронированием, тремя дополнительными пулемётами MG 15 и креплениями для двух внешних бомбодержателей.
- He 111 P-6 — оснащён двигателями DB 601N.
- He 111 P-6/R2 — повреждённые самолёты, переделанные в конце войны в буксировщики планёров.
- He 111 H-0 — предсерийный вариант аналогичный P-2, но с двигателями Jumo 211.
- He 111 H-1 — серийный вариант.

- He 111 H-3 — аналогичный P-4, но с двигателями Jumo 211A-3.
- He 111 H-4 — оснащён двигателями Jumo 211D (в ходе производства заменены на Jumo 211F) и двумя внешними бомбодержателями.
- He 111 H-5 — аналогичный H-4, но всё бомбовое вооружение размещалось внутри фюзеляжа, был увеличен запас топлива.
- He 111 H-6 — торпедоносец, мог нести две торпеды LT F5b на внешней подвеске, оснащён двигателями Jumo 211F-1, вооружён шестью пулемётами MG 15 и одной 20-мм пушкой MG/FF в передней гондоле.
- He 111 H-8 — аналогичный H-3 или H-5, но с приспособлением для перерезания тросов аэростатов заграждения.
- He 111 H-8/R2 — H-8, переделанные в буксировщики планеров, антиаэростатные приспособления сняты.
- He 111 H-10 — аналогичный H-6, но с 20-мм пушкой MG FF в подфюзеляжной гондоле, оснащённый приспособлением Kuto-Nase для перерезания тросов аэростатов заграждения.
- He 111 H-11 — полностью закрытая кабина хвостового стрелка, усилены оборонительное вооружение и бронезащита.
- He 111 H-11/R1 — аналогичный H-11, но с двумя спаренными пулемётными установками по бортам.
- He 111 H-11/R2 — аналогичный H-11, но переделанный в буксировщик планеров.
- He 111 H-12 — вариант, приспособленный для запуска противокорабельных радиоуправляемых ракет Hs 293A и оснащённый радиопередатчиком FuG 203b Kehl, снята подфюзеляжная гондола.
- He 111 H-14 — Корректировщик, оснащённый радиостанциями FuG Samos и FuG 351 Korfu.
- He 111 H-15 — торпедоносец.
- He 111 H-16 — оснащён двигателями Jumo 211F-2 и усиленным оборонительным вооружением (13-мм пулемёты MG 131, спаренные 7,9-мм пулемёты MG 81Z и одна 20-мм пушка MG/FF.
- He 111 H-16/R1 — аналогичен H-16, но с 13-мм пулемётом MG131 в дистанционно управляемой хвостовой установке.
- He 111 H-16/R2 — аналогичен H-16, но переделан в буксировщик планеров.
- He 111 H-16/R3 — аналогичен H-16, но превращён в корректировщик.
- He 111 H-18 — основан на варианте H-16/R3, служил ночным корректировщиком.
- He 111 H-20 — оборонительное вооружение как у H-16, но некоторые самолёты оснащены дистанционно управляемой хвостовой установкой.
- He 111 H-20/R1 — приспособлен для транспортировки 16 парашютистов, оборудован десантным люком.
- He 111 H-20/R2 — транспортный самолёт и буксировщик планеров.
- He 111 H-20/R3 — ночной бомбардировщик.
- He 111 H-20/R4 — нёс до 20 (двадцати) 50-килограммовых бомб.
- He 111 H-21 — основан на варианте H-20/R3, но оснащён двигателями Jumo 213E-1.
- He 111 H-22 — переклассифицированные и переоборудованные H-6, H-16 и H-21, приспособленные для запуска ракет «Фау-1» с воздуха.
- He 111 H-23 — основан на варианте H-20/R1, но оснащён двигателями Jumo 213A-1.
- He 111 R — проект высотного бомбардировщика.
- He 111 Z-1 — два самолёта He-111, соединённых друг с другом пятым двигателем — использовался в качестве буксировщика тяжёлого планера — Me 321
- He 111 Z-2 — проект дальнего тяжелого бомбардировщика, основанный на варианте Z-1.
- He 111 Z-3 — проект дальнего разведчика, основанный на варианте Z-1.

## Боевое применение
Использовался люфтваффе накануне и в годы Второй мировой войны.

### Испания
Первое боевое применение He 111 легиона «Кондор» имело место в 1937 году в районе Брунете

### Западный фронт
He 111 был первым немецким самолётом, сбитым над территорией Великобритании во Второй мировой войне.
В ночь с 5 на 6 октября 1941 года два He-111, высланные с Крита на разведку английских транспортов для снабжения 8-й армии в Северной Африке, в одной из бухт на входе в «Суэцкий залив случайно обнаружили стоящий на якоре транспорт Тистлегорм», в трюмах которого находился большой арсенал взрывчатки — противотанковые мины, артиллерийские снаряды, патроны и гранаты. На палубе корабля стояли два лёгких танка, два железнодорожных вагона и два паровоза.
При полной луне, зайдя с кормы и не встретив зенитного огня, самолёты атаковали транспорт. Бомбы попали в четвёртый трюм, который был загружен боеприпасами. В результате взрывов корма корабля была оторвана, палуба завалена обломками. В 01:30 корабль пошёл ко дну и затонул с креном около 45° на глубине около 30 м.

### Восточный фронт
В ночь на 22 июня 1941 года «Хейнкели» нанесли бомбовой удар по приграничным аэродромам, городам, укреплениям СССР.
В ночь на 22 июня 1944 года самолёты нанесли удар по аэродрому Полтава, где приземлились после «челночного» рейда американские бомбардировщики. В налёте участвовало до 200 He-111Н из KG 53 и KG 55, выведенных на объект самолётами-целеуказателями He-111H-16/R3 из III/KG 4. В результате удара было уничтожено 44 бомбардировщика В-17 и 5 других самолётов, ещё 28 В-17 и 28 других машин получили повреждения. Удалось также уничтожить значительные запасы авиабензина.

## Тактико-технические характеристики
Тактико-технические характеристики представлены в таблице.
| ТТХ семейства He.111                        |                               |                    |                                                          |                                                      |                                                        |   |
|                                             | He.111 B-2                    | He.111 E-3         | He.111 P-4                                               | He.111 H-16                                          | He.111 Z-1                                             |   |
| Технические характеристики                  |                               |                    |                                                          |                                                      |                                                        |   |
| Экипаж, чел.                                | 4                             | 4                  | 5                                                        | 5                                                    | 7                                                      | 7 |
| Длина, м                                    | 17,5                          | 17,5               | 16,4                                                     | 16,6                                                 | 16,4                                                   |   |
| Размах крыла, м                             | 22,6                          | 22,6               | 22,6                                                     | 22,6                                                 | 35,4                                                   |   |
| Высота, м                                   | 4,4                           | 4,4                | 4,0                                                      | 4,0                                                  | 4,0                                                    |   |
| Площадь крыла, м²                           | 87,7                          | 87,7               | 87,7                                                     | 87,7                                                 | 147,6                                                  |   |
| Масса пустого самолёта, кг                  | 5845                          | н/д                | 6780                                                     | 8690                                                 | 21 300                                                 |   |
| Масса нормальная взлётная, кг               | 8600                          | 9600               | н/д                                                      | н/д                                                  | 24 600                                                 |   |
| Масса максимальная взлётная, кг             | 10 000                        | 10 600             | 13 300                                                   | 14 000                                               | 28 600                                                 |   |
| Двигатель                                   | 2 × DB 600CG                  | 2 × Jumo 211A-1    | 2 × DB 601А-1                                            | 2 × Jumo 211F-2                                      | 5 × Jumo 211F-2                                        |   |
| Мощность двигателя, л. с. (кВт)             | 2 × 930 (684)                 | 2 × 1010 (743)     | 2 × 1100 (809)                                           | 2 × 1350 (993)                                       | 5 × 1350 (993)                                         |   |
| Лётные характеристики                       |                               |                    |                                                          |                                                      |                                                        |   |
| Максимальная скорость на высоте, км/ч (м)   | 300 (0) 370 (4000) 330 (6000) | 350 (0) 418 (4000) | 363/350 (0) 400/380 (2000) 410/390 (4000) 430/405 (6000) | 360/280 (0) 390/305 (2000) 395/320 (5000)            | 435 (6000)                                             |   |
| Крейсерская скорость на высоте, км/ч (м)    | 275 (0) 340 (4000) 325 (6000) | 323 (0) 380 (4000) | 310/270 (0) 340/290 (2000) 370/310 (5000)                | н/д                                                  | 390                                                    |   |
| Практическая дальность с нагрузкой, км (кг) | 1630 (800) 900 (1300)         | 1500 (2000)        | 1960                                                     | 2050 (3000)                                          | 2400                                                   |   |
| Практический потолок, м                     | 7000                          | н/д                | 8000                                                     | 8500                                                 | 10 000                                                 |   |
| Время набора высоты, мин (м)                | н/д                           | н/д                | 7 (1000) 14,2 (2000) 31,3 (4300)                         | 8,5 (2000) 23,3 (4000) 42 (6000)                     | 30 (9000)                                              |   |
| Вооружение                                  |                               |                    |                                                          |                                                      |                                                        |   |
| Стрелковое                                  | 3 × 7,92-мм MG-15             | 3 × 7,92-мм MG-15  | 6 × 7,92-мм MG-15 1 × 7,92-мм MG-17                      | 1 × 20-мм MG-FF 1 × 13-мм MG-131 3—4 × 7,92-мм MG-81 | 1 × 20-мм MG-FF 2—3 × 13-мм MG-131 6—7 × 7,92-мм MG-15 |   |
| Бомбовое, кг                                | 1500                          | 2000               | 2000                                                     | 3000                                                 | 7200                                                   |   |

## Эксплуатанты

### Военные
Германия
- Люфтваффе

 Болгария
- Царские ВВС Болгарии:2 He 111-H "Патица" получено в 1943 г.[5][6]

 Великобритания
- ВВС Великобритании во время и после войны испытывалось несколько трофейных машин различных модификаций[7].

 Королевство Венгрия
- ВВС Венгрии:[8]

 Франкистская Испания
- ВВС франкистской Испании:.[9]

 Китайская Республика
- ВВС Китайской Республики[10]

 Королевство Румыния
- ВВС Румынии[8]

 Словацкая республика (1939—1945)
- ВВС Словакии[11]

 Турция
- ВВС Турции 24 He 111F-1 были поставлены в 1937 г., использовались до 1944 г. (1-й авиаполк в Эскишехире) [12][13].

 СССР
- ВВС СССР несколько трофейных самолётов.[8].

 США
- ВВС Армии США[англ.] после войны использовалось несколько трофейных машин. Одна из них, H-20 – 23, ныне предположительно находится в британском Музее королевских ВВС в Хендоне (отсутствует башня Drehlafette DL 131)[14].

 Чехословакия
- ВВС Чехословакии 1 самолёт после войны[15].

### Гражданские
Германия
- Deutsche Luft Hansa: 12 самолётов[16].

- Central Air Transport Corporation (CATC): 1 бывший военный He 111A с звездообразными двигателями Wright Cyclone[17].

- Неизвестный гражданский оператор использовал один переделанный бомбардировщик с номером YR-PTP[18].